# Торческ
То́рческ (др.-рус. Торцьскъ, Торъчьскии градъ, укр. Торчеськ) — несохранившийся город эпохи Древнерусского государства. Центр чёрноклобукского союза и крупная крепость Поросской оборонительной линии. Своё название получил от торков. Разрушение города произошло из-за Батыева нашествия на Русь.

## История
Построен в зоне поселения огузов (торков), выделенной им киевскими князьями в XI веке для кочевий. Наряду с воинами-торками в Торческе находился русский гарнизон. Город был укреплён и играл роль важного форпоста в системе обороны Руси от половцев.
Первое упоминание о нём относится к 1093 году и связано с рассказом о половецком вторжении на Русь. Тогда его жители оказали упорное сопротивление половцам, одновременно они послали за помощью в Киев. Не получив поддержки, жители приняли решение о сдаче города кочевникам. Победители сожгли Торческ, а жителей увели в плен. В 1161 году в Торческе уже был княжеский стол, который занимал Рюрик Ростиславич. В конце XII века и в первых десятилетиях XIII веках Торческ редко упоминается на страницах летописи, хотя и продолжает оставаться княжеским городом. В частности, в нём княжит сын Юрия Долгорукого Михалко, присоединив к нему затем Переяславское княжество. В 1227 году, потеряв Галич, в Торческе утвердился Мстислав Мстиславич Удатный, где вскоре и умер. Под 1231 годом летопись сообщает, что Торческом овладел Даниил Галицкий, но в память о Мстиславе передал этот город его сыновьям. В 1232 году Торческ со всем Поросьем был присоединён к владениям Даниила Романовича Галицкого. Последнее летописное упоминание Торческа относится к 1234 году в связи с тем, что под его стенами состоялась очередная битва русских с половцами. Торческ был уничтожен во время монгольского нашествия на Русь и больше не возродился.

## Расположение и топография
С летописным Торческом исследователи связывают огромное (около 90 га) городище в 38 км к востоку от Белой Церкви, расположенное между сёлами Ольшаница и Шарки Белоцерковского района Киевской области на левом берегу реки Гороховатки, левого притока Роси. Городище состоит из двух (восточное и западное) полукруглых укреплений, соединённых большим валом протяжённостью 1400 м, ныне почти полностью распаханным. В середине восточного укрепления — круглый детинец, также укреплённый заплывшим валом и рвом, являвшийся, по мнению Б. А. Рыбакова, русской частью крупного тюркского города, в которой находилась резиденция русских князей. Подавляющее большинство археологических материалов датируется XII—XIII веками, что указывает на полнокровную жизнь города Торческа в этот период. Город опоясывала густая сеть неукреплённых поселений.

## Археологические исследования
Поселение исследовалось В. В. Хвойкой, Б. А. Рыбаковым и другими археологами. Обнаружены углублённые в землю и наземные жилища с глинобитными печами. Найдены многочисленные предметы (керамика, стеклянные браслеты, кресты-энколпионы, обломки хороса, орудия труда, украшения, оружие) древнерусского времени (XI—XIII веков), а также ордынская монета XIV века. Собрана коллекция майоликовых плиток, вероятно, украшавших пол церкви. Рядом вскрыты полянские погребения XI—XII веков. По предположению П. А. Раппопорта, на этом месте находилось более древнее скифское укрепление, использованное затем при строительстве Торческа в XI веке.

## Интересные факты
Летописный «Список русских городов дальних и ближних» конца XIV века содержит одноимённый город Торческ в группе рязанских городов, до сих пор так и не локализованный.